# Западный Кордофан
За́падный Кордофа́н (араб. غرب كردفان‎; транслит: Ġarb Kurdufan, англ. West Kordofan) — одна из 18 провинций Судана (восстановлена в 2013 году после упразднения в 2005 году); была прежде одной из 26 провинций Судана.
- Территория 111 373 км².
- Население 1 320 405 человек (на 2006 год).

Административный центр — Эль-Фула.

## История
Упразднён в 2005 году в соответствии с Найвашским соглашением, территория провинции была разделена между Северным и Южным Кордофаном. Округа Эн-Нухуд (англ. En Nuhud) и Хебейш (англ. Ghebeish) вошли в Северный Кордофан, Лагава (англ. Lagawa), Ас-Салам (англ. As Salam) и Абьей (англ. Abyei) — в Южный Кордофан.
В июле 2013 года провинция была восстановлена.